# Distretto di Cagaannuur (Sėlėngė)
Il distretto di Cagaannuur è uno dei sedici distretti (sum) in cui è suddivisa la provincia del Sėlėngė, in Mongolia. Conta una popolazione di 4.257 abitanti (censimento 2008). 